# Ânderson Lima
Ânderson Lima Veiga (São Paulo, 18 de março de 1973) é um treinador e ex-futebolista brasileiro que atuava como lateral-direito ou zagueiro.
Era famoso pela precisão de suas cobranças de falta. Anderson é o segundo defensor com mais gols no Campeonato Brasileiro com 40 gols em 236 jogos.

## Carreira

### Jogador
Ânderson teve muito sucesso já na base, consagrando-se campeão sul-americano com a Seleção Brasileira duas vezes.
Começou sua carreira como jogador profissional no Juventus (SP), em 1992. O lateral-direito ficou por três temporadas no Moleque Travesso, até que foi destaque no Campeonato Paulista de 1995, quando acertou sua transferência para o Guarani.
Após um ano com boas atuações pelo Bugre, o Santos contratou o atleta em 1996. Pelo clube, conquistou o Torneio Rio-São Paulo, em 1997, inclusive marcando um gol de falta na final, e a Copa Conmebol de 1998.
Dois anos depois, o atleta foi contratado pelo São Paulo para suprir a saída de Jorginho. Mas, em sua passagem pelo Tricolor Paulista o ala não repetiu as boas atuações. Foi titular em apenas 25 jogos e marcou somente dois gols.
Em 2000, Anderson se transferiu para o Grêmio. Pelo Tricolor Gaúcho, ganhou a Copa do Brasil e o Campeonato Gaúcho de 2001. Foram quatro temporadas pelo clube.
Em 2004, se transferiu para o São Caetano, onde foi campeão estadual no mesmo ano. É um dos dez maiores goleadores de todos os tempos do Azulão, com 26 gols. Ao todo foram três passagens no clube da Grande São Paulo, 2004, 2006 e 2007.
O jogador ainda vestiu as camisas de Albirex Niigata, Coritiba, Ituano, Operário-MS, e Chapecoense antes de encerrar sua carreira.

### Treinador
Em 2011, aceitou ser auxiliar técnico da Portuguesa de Desportos, ao lado do então treinador Jorginho Cantinflas.
No ano seguinte, foi auxiliar-técnico de Jorginho no Bahia.
Em 2015, jogou no time de veteranos do Vila Carvalho, time amador de Sorocaba.
Em 2019, foi anunciado com treinador do São Caetano na Copa São Paulo de Futebol Júnior.

## Títulos
Seleção Brasileira Sub-17
- Campeonato Sul-Americano: 1988

Seleção Brasileira Sub-20
- Campeonato Sul-Americano: 1991

Santos
- Torneio Rio-São Paulo: 1997
- Copa Conmebol: 1998

Grêmio
- Campeonato Gaúcho: 2001
- Copa do Brasil: 2001

São Caetano
- Campeonato Paulista: 2004

Coritiba
- Campeonato Brasileiro – Série B: 2007